# Build (конференция разработчиков)
Build (стилизованное написание: //build/) — ежегодная бизнес-конференция, устраиваемая Microsoft, аудиторией которой являются программисты и веб-разработчики, использующие Windows, Windows Phone, Microsoft Azure и другие технологии Microsoft. Первая конференция была проведена в 2011 году, став преемником других мероприятий Microsoft — Professional Developers Conference (нерегулярной конференции, посвящённой разработке приложений для Windows) и MIX (конференции, посвящённой веб-разработке с фокусом на Microsoft Silverlight и ASP.NET).

## Конференция в разные годы
В 2011 году конференция была проведена в период с 13 по 16 сентября в Анахайме. Основные темы: Windows 8, Windows Server 2012 и Visual Studio 2012; здесь же были представлены предварительные версии этих операционных систем для разработчиков, участникам раздали планшеты Samsung с предустановленной Windows 8 Developer Preview.
В 2012 году конференция прошла в редмондском кампусе Microsoft в период с 30 октября по 2 ноября. Основная тематика — выпуск Windows 8 и Windows Phone 8, запуск Windows Azure. Участникам раздали планшеты Surface RT с Touch Cover, смартфон Nokia Lumia 920 и предоставили 100 ГБ ресурса хранения на SkyDrive.
Build 2013 года была проведена в период с 26 по 28 июня 2013 в Сан-Франциско в Центре Москоне. Главным событием, объявленным на конференции, стало обновление до Windows 8.1. Каждый участник получил Surface Pro, Acer Iconia W3 (первый 8-дюймовый планшет на Windows 8) с Bluetooth-клавиатурой, однолетней подпиской на Adobe Creative Cloud и 100 ГБ свободного пространства на SkyDrive.
Конференция 2014 года была проведена также в Центре Москоне в период со 2 по 4 апреля 2014, притом дата и место проведения были опубликованы на сайте Microsoft уже 12 декабря 2013 года. Участники конференции бесплатно получили Xbox One и подарочные карты в Microsoft Store на 500 долларов. Основные темы: Windows Display Driver Model 2.0 и DirectX 12, Кортана, Windows Phone 8.1, Весеннее обновление Windows 8.1 (Windows 8.1 Update 1). Также на конференции объявлено о бесплатном распространении Windows для всех устройств с экраном меньше 9 дюймов и для применения в сфере интернета вещей. Среди прочих тем — Bing Knowledge widget и связь между приложениями, .NET Native, .NET Compiler Platform (Roslyn), Visual Studio 2013 Update 2 RC, Team Foundation Server 2013 Update 2 RTM, TypeScript 1.0, .NET Foundation.
Конференция в 2015 году прошла в Центре Москоне в период с 29 апреля по 1 мая. Стоимость регистрации составила 2095 долларов. Участники получили ультрабуки HP Spectre x360. Главные темы конференции: Windows 10, Windows 10 Mobile, Microsoft HoloLens и Windows Mixed Reality, Windows Server 2016, Microsoft Exchange Server 2016, Visual Studio 2015, Visual Studio Code.
В 2016 году мероприятие проходило в Центре Москоне с 30 марта по 1 апреля. Цена увеличилась до 2195 долларов, притом все билеты были раскуплены за 1 минуту. В отличие от предыдущих лет, участникам не раздавали никаких гаджетов. Ключевые темы: Windows Subsystem for Linux, «Кортана Chat bot» для Skype, «Power of the Pen and the PC», .NET Standard Library, ASP.NET Core, расширения браузера Edge, Xamarin (открыт бесплатный доступ для индивидуального использования, проектов открытого ПО, учебных исследований, обучения и маленьких команд разработчиков и реализован удалённый симулятор iOS для Windows).
В 2017 году конференция прошла в центре Сиэтла с 10 по 12 мая 2017. Для слежения за конференцией было разработано приложение «Build 2017». Первый день конференции был уделён технологиям Azure, искусственному интеллекту и новой Microsoft Visual Studio 2017. Второй день конференции был посвящён обновлению Windows 10 Fall Creators Update, .NET Standard 2.0, новом Fluent Design и Xamarin Live Player.